# Elsterhabicht
Der Elsterhabicht (Tachyspiza albogularis, Synonym: Accipiter albogularis) ist ein Greifvogel der auf Bougainville und den Salomoninseln vorkommt.
Der Lebensraum umfasst tropischen oder subtropischen feuchten Tief- und Bergwald bis 1800 m Höhe.
Der Artzusatz kommt von lateinisch albus ‚weiß‘ und lateinisch gula ‚Kehle‘.

## Merkmale
Dieser Vogel ist 33 bis 43 cm groß, das Männchen wiegt zwischen 170 und 250 g, das deutlich größere Weibchen zwischen 365 und 440 g, die Flügelspannweite beträgt 60 bis 80 cm. Dieser mittelgroße Sperber hat ziemlich lange Flügel, einen kräftigen Schnabel und relativ lange Beine und Zehen. Mit Ausnahme der Nominatform haben erwachsene Vögel einen rotbraunen Kragen vom Nacken bis in Richtung Kehle. Es gibt hauptsächlich beim Weibchen melanistische Varianten mit gänzlich schiefergrauem Gefieder. Die Iris ist dunkelgelb bis rotorange, die Wachshaut ist cremefarben gelb bis hellgelb, die Beine sind gelb bis orangefarben. Jungvögel haben blassgelbe Augen, eine gelbgrüne Wachshaut und grünlich-gelbe Beine, sind ansonsten gefleckt braun, auf der Unterseite blasser.

## Geografische Variation
Es werden folgende Unterarten anerkannt:
- T. a. eichhorni (E. J. O. Hartert, 1926), – Feni-Inseln
- T. a. woodfordi (Sharpe, 1888), – Bougainville, Guadalcanal, Malaita und Choiseul
- T. a. gilvus (Mayr, 1945), – New Georgia, Rendova, Vella Lavella und Kolombangara
- T. a. albogularis (G. R. Gray, 1870), Nominatform, – Makira, Ugi und Owahara
- T. a. sharpei (Oustalet, 1875), – Santa-Cruz-Inseln

## Stimme
Der wohl nur während der Brutzeit zu hörende Ruf wird als „ku-ku-ku...“ oder „ki-ki-ki…“ beschrieben, etwas an den Baumfalken (Falco subbuteo) erinnernd.

## Lebensweise
Die Nahrung besteht vermutlich aus kleinen Vögeln und Küken, Echsen und Insekten einschließlich Gespenstschrecken, die von Ansitzen aus gejagt werden.
Zur Balzzeit werden eindrucksvolle Balzflüge vorgeführt. Die Brutzeit liegt zwischen Juli und September. Das Nest liegt in 10 bis 20 m Höhe.

## Gefährdungssituation
Die Art gilt als nicht gefährdet (Least Concern).